# Senne (dopływ Dijle)

Bieg rzeki w XIX wieku umieszczony na planie współczesnej Brukseli

Senne (niderl. Zenne) – rzeka w Belgii, przepływająca m.in. przez Brukselę. Jej źródła znajdują się w pobliżu wsi Naast w gminie Soignies. Uchodzi do Dijle. Jej głównym dopływem jest Woluwe. Ma 103 km długości, powierzchnia jej zlewni wynosi 991 km².
Senne znana była jako jedna z najbardziej zanieczyszczonych rzek Belgii, ponieważ wypływała z Regionu Stołecznego Brukseli bez żadnych oczyszczalni. Wybudowane w 2007 roku nowe systemy oczyszczania częściowo rozwiązały ten problem.
Choć Senne przepływa przez Brukselę, to widoczna jest jedynie na przedmieściach. W centrum miasta została skierowana pod ziemię pod koniec XIX i na początku XX wieku.
W dolinie Senne sezonowo występują niespotykane nigdzie indziej dzikie drożdże, używane do produkcji regionalnego piwa lambic. Browar Brasserie de la Senne nosi nazwę rzeki w swojej nazwie. Również złoty irys, będący symbolem Regionu Stołecznego, wziął się od kwiatów rosnących na bagiennych rozlewiskach doliny Senne.